# Zelandotipula tarda
Zelandotipula tarda is een tweevleugelige uit de familie langpootmuggen (Tipulidae). De soort komt voor in het Neotropisch gebied.